# Margareta Öhman
Margareta Öhman, född 1954, är en svensk författare, familjeterapeut och psykolog. Hon har varit verksam som konsult inom skol- och förskolevärlden i ett antal decennier. Hon har också verkat vid Centrum för barnkulturforskning vid Stockholms universitet.